# Chang'an Motors

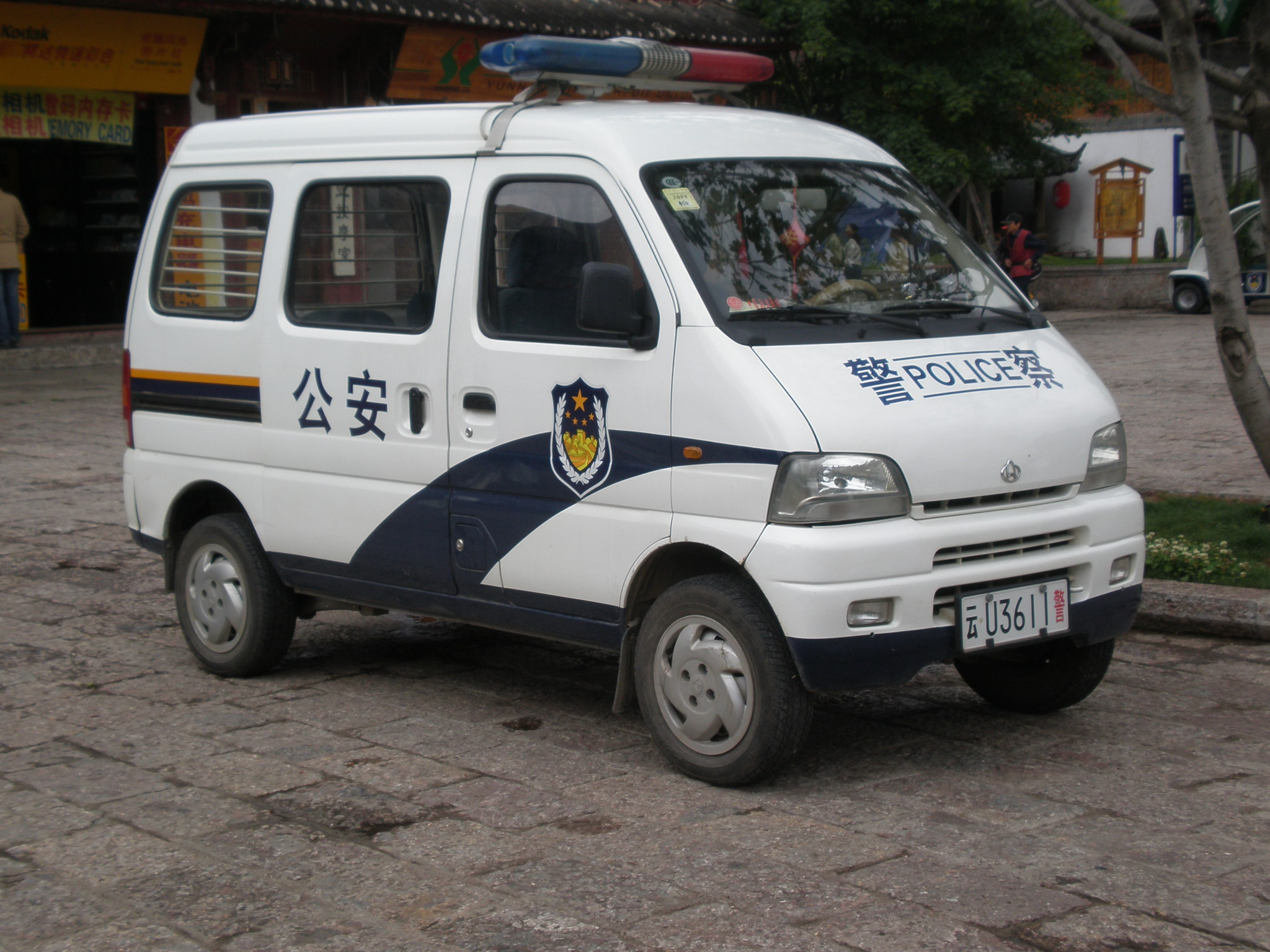
Chang'an Suzuki

Chang'an Automotive Group is een autofabrikant uit Chongqing, China. Het bedrijf produceert op grote schaal personenauto’s en personenbusjes in vele modellen en uitvoeringen. De produktieaantallen lagen rond 2016 op 3 miljoen per jaar.

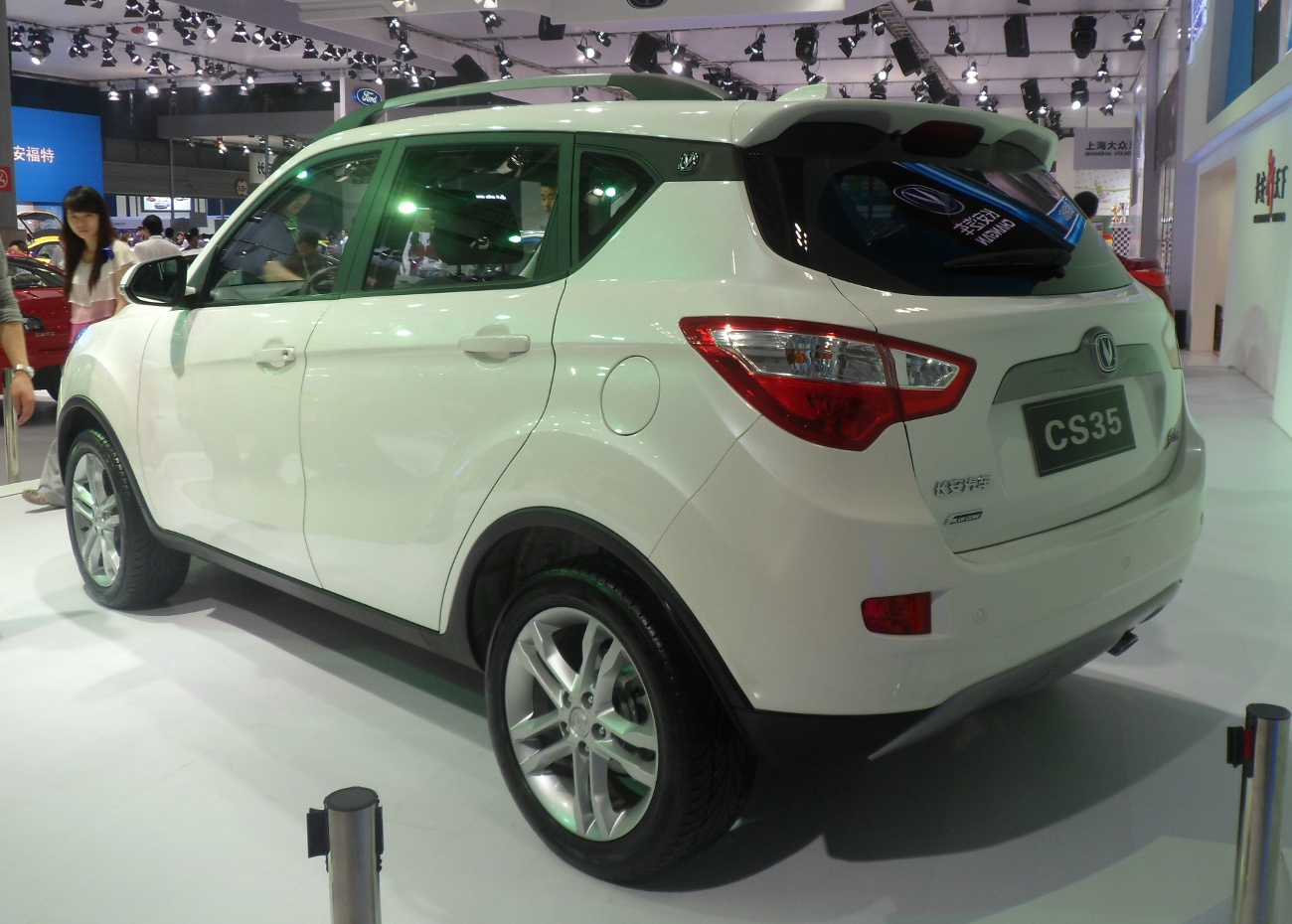
Chang’an CS35

## Joint ventures
Chang’an heeft vele samenwerkingen met andere personenautofabrikanten, o.a.
- Chang'an Ford - 2001 tot nu - met Ford Motor Company
- Chang'an Ford Mazda Engine - 2005 tot nu - produceert motoren met Mazda
- Met Jiangling Motors - produceert de Jiangling Landwind SUV
- Chang'an Suzuki - 1992 tot 2019 - met Suzuki Motors. Medio 2018 besloot Suzuki haar 50% belang in de joint venture Chang'an Suzuki aan haar partner te verkopen voor 1 yuan of ongeveer 10 eurocent.[1] Chang'an blijft wel Suzuki voertuigen in licentie produceren.[1] Toen Suzuki twintig jaar geleden in de Chinese markt stapte was er nog veel vraag naar kleine auto’s, maar de consument wil nu grote auto’s. In 2003 was het marktaandeel van kleine auto’s nog 35%, maar in 2017 was dit gedaald naar 6,7%.[1] Suzuki verkocht in 2014 nog 266.000 auto’s in China, maar in 2017 was dit gedaald naar 119.000 stuks.[1]